# Atala Apodaca
Atala Apodaca Anaya (* 9. April 1884 in Tapalpa, Jalisco; † 31. August 1977 in Guadalajara, Jalisco) war eine mexikanische Lehrerin, Feministin und Revolutionärin. Sie gilt als feministische Vorreiterin in Mexiko, weil sie sich für die aktive Rolle der Frauen in der Gesellschaft, in der Politik und für breite Volksbildung als Mittel zur Emanzipation und zum sozialen Wandel einsetzte.

## Leben
Apodaca war eines von vier Kindern von Julia Anaya und Praxedis Apodaca. Die Familie gehörte zur ländlichen Arbeiterklasse. Sie ging bis 1900 in das Liceo de Niñas im Bundesstaat Jalisco. Danach besuchte sie das Gymnasium und ließ sich an der Escuela Normal para Señoritas zur Lehrerin ausbilden, wo sie am 28. Oktober 1903 ihren Abschluss erhielt. Zwischen 1903 und 1912 arbeitete sie als Lehrerin an verschiedenen Schulen in Mexiko, darunter die Escuela de Niñas de Guadalajara (1905–1913) und die Escuela Práctica Anexa a la Normal (1913–1914).
In diesen ersten Jahren der Lehrtätigkeit konnte Apodaca die Armut und Ausbeutung auf dem Land und in der Stadt beobachten und erfuhr die schlechten Arbeitsbedingungen für das Lehrpersonal am eigenen Leib. Das und ihre Bekanntschaft mit liberal-demokratischen Lehrern wie Aurelia Guevara, Abel Anaya und Aurelio Ortega politisierten Apodaca. Durch ihre Teilnahme an der Wahlbewegung am Ende der Regierungszeit von Porfirio Díaz und der Präsidentschaftskampagne von Francisco Madero radikalisierte sie sich. Obwohl sie Maderos ursprüngliche politische Ideen befürwortete, stimmte ihre Teilnahme an der Wahlbewegung nicht mit dem überein, was Madero selbst und andere revolutionäre Politiker jener Zeit über die Rolle der Frau im politischen Prozess dachten, da sie der Ansicht waren, dass sich die Rolle der Frau auf die Begleitung der Männer bei der Erfüllung ihrer Pflichten beschränken sollte und nicht auf die aktive Beteiligung an der politischen Macht. Ihre aktive Beteiligung stellte die traditionellen Geschlechterrollen in Frage.
Zwischen 1912 und 1913 schloss sie sich der Liga de Amigos del Pueblo an, einer Gruppe liberaler Intellektueller unter der Leitung von Luis Alatorre, einem Politiker, der 1912 für das Amt des Gouverneurs von Jalisco kandidierte und mit Theaterstücken, Gedichten und Reden versuchte, die Arbeiterklasse aufzuklären und den Fanatismus der damaligen Zeit zu bekämpfen. Durch die Liga lernte Apodaca das Centro Bohemio kennen, eine kulturelle, politische, fortschrittliche und antiklerikale Gruppe, die von José Guadalupe Zuno geleitet wurde. Dort lernte sie Florencio Luna und J. Concepción Cortés kennen, die sie mit General Manuel M. Diéguez bekannt machten.
Während der Regierung von Victoriano Huerta führte Apodaca „Anti-Huerta-Kampagnen“ durch, indem sie eigene Reden hielt oder die revolutionäre Rede, die der Senator Belisario Domínguez Palencia über die Missbräuche von Huerta am 23. September 1913 gehalten hatte und für die er später ermordet wurde, verteilte und an öffentlichen Plätzen aushängte.
Während der mexikanischen Revolution nahm sie aktiv am bewaffneten Kampf teil, insbesondere an einer Schlacht  der „Division des Nordens“ (División del Norte) im Februar 1915 unter dem Kommando von Dieguez.
Nach dem Sturz der Regierung Huerta begann sie eine enge Zusammenarbeit mit dem damaligen Übergangsgouverneur Manuel M. Diéguez, da beide die katholische Kirche für die prekäre Lebenssituation der Menschen in Jalisco verantwortlich machten. Diéguez schätzte sie als hervorragende Lehrerin und Rednerin und ernannte sie zur Schulinspektorin. Apodaca war offen antiklerikal eingestellt und setzte sich für eine Reihe von Bildungs-, Arbeits- und Sozialreformen ein.  Ab 1914 engagierte sie sich verstärkt als Dozentin und Sprecherin für revolutionäre und konstitutionelle Ideale im ganzen Land, zusammen mit Belén de Sárraga. Im August 1914 gründete und leitete sie den Círculo Josefa Ortiz de Domínguez in Jalisco, zusammen mit ihrer Schwester Laura Apodaca und einer größeren Gruppe von Lehrerinnen, die wöchentlich im Teatro Degollado Vorträge für Lehrerinnen, Studentinnen der staatlichen Oberschule und Verbündete des revolutionären Kampfes hielten, mit dem Ziel, mehr Frauen in die Partei der „Konstitutionalisten“ zu integrieren.
Am 26. November 1917 heiratete Atala Apodaca in der Kirche El Vate Samuel Ruiz Cabañas Bustamante.
Im Jahr 1918 gründete sie zusammen mit anderen Lehrerinnen und Arbeiterinnen das Centro Radical Femenino, das diese revolutionäre antiklerikale Haltung unterstützte. Das Centro betrieb eine Zeitung, El Iconoclasta und eine von der Arbeiterorganisation Casa del Obrero Mundial abhängige Sonntagsschule, in der den Kindern die Grundsätze der sozialen Gerechtigkeit, der Solidarität und der Freiheit vermittelt werden sollten. Im konservativen Umfeld der Tapatíos brachte ihr die antiklerikale Haltung Kritik und Nichtbeachtung ihrer sozialen Verdienste ein.
Von 1916 bis 1917 war sie Präsidentin der von Venustiano Carranza gegründeten „Kommission für nationalistische Studien und Propaganda“. Ziel dieser Kommission war es, die Ideale und Grundsätze der Revolution im ganzen Land durch Publikumszeitschrift Argos zu verbreiten.
Von 1920 bis 1940 lebte sie in Mexiko-Stadt, wo sie erneut als Lehrerin, Schulleiterin und Schulinspektorin arbeitete. Nach ihrer Rückkehr nach Guadalajara, Jalisco, Mitte der 1940er Jahre war sie nicht nur Schulleiterin der José Clemente Orozco-Schule, sondern auch pädagogische Beraterin im Bildungsministerium von Jalisco. Von 1962 bis zu ihrer Pensionierung war sie Inspektorin für das Schulwesen.
Im Jahr 1946 wurde sie vom Verteidigungsministerium als Veterana de la Revolución („Veteranin der Revolution“) anerkannt. Auch die Regierung von Jalisco würdigte ihre Arbeit als Lehrerin, indem sie ihr 1946 und 1957 die Medaille Mtro. Manuel López Cotilla verlieh. 1963 nahm das Verteidigungsministerium sie in die mexikanische Ehrenlegion (Legión de Honor Mexicana) auf.
Apodaca starb am 31. August 1977 im Alter von 93 Jahren an Magenkrebs.
Am 20. November 2013 wurde ihr Name als eine von vier Frauen auf einer 22 Personen umfassenden Ehrenliste im Salón de Sesiones des Rathauses von Guadalajara enthüllt.

## Feministische Positionen
Apodaca war ihrer Zeit voraus. Sie verfolgte den Ansatz, den sie unter anderem in der Publikumszeitschrift Argos vertrat, dass die Erziehung der Frau zu Freiheit, Wert und Eigeninitiative die Männer dazu bringen würde, sie als gleichberechtigt anzusehen: „Sie wird die Lehrmeisterin und Unternehmungslustige sein, die sich für sich selbst und für die Gesellschaft bildet, und nicht mehr für einen Mann, der sich als ihr Herr aufspielt.“ Sie repräsentierte einen neuen Archetypus der mexikanischen Frau: intelligent, politisch aktiv und antiklerikal, weshalb sie von Konservativen oft als „unweiblich“ diffamiert wurde. Selbst innerhalb der liberalen Bewegung brach sie mit dem Stereotyp der passiven katholischen Frau, die sich dem sozialen Fortschritt widersetzt.
Sie machte die katholische Kirche für den Bildungsrückstand der Frauen verantwortlich. Sie stellte zwar die Rolle der Frau als Mutter und Ehefrau nicht in Frage, war aber der Ansicht, dass diese Rolle durch den Zugang zu Bildung und Säkularisierung erweitert werden sollte, und plädierte für die Einbeziehung eines Ideals der Frau als moderne, säkulare Frau und aktive Teilnehmerin am öffentlichen Leben: „Die freie und gebildete Frau, die heute die Ausnahme ist, wird in Zukunft die Regel sein, und die Frauen werden dann ihre Qualitäten in den Dienst des menschlichen Fortschritts stellen.“